# Nem lehet
„Nem lehet” – ezzel a címmel közölte Makkai Sándor a budapesti Láthatár c. folyóiratban (1937/2) nagy visszhangot kiváltott cikkét, amelyben, püspöki székéről lemondva és Erdélyből távozva, összefoglalta nézeteit elhagyott kisebbségi közössége helyzetéről és jövőjéről.

## Makkai gondolatmenetéről
„... nem tudom elképzelni a kisebbségi életnek semmiféle emberhez méltó elrendezését – írta –, mert magát a kisebbségi »kategóriát« tartom emberhez méltatlannak és lelkileg lehetetlennek.” Szerinte az első világháborút lezáró békeszerződések „... minden következménye közül a kisebbségi kérdés az, amelyben legvilágosabban szemlélhetjük az egyetemes emberiség tragikus öngyilkossági kísérletét,” majd így folytatja: „... minél inkább telik az idő, a politikai megoldás útjába annál több és új akadály fog gördülni [...] a kérdés megoldásának igazi emberi lehetőségei: a belátás és a méltányosság is mindinkább háttérbe szorulnak.” Azt az „ábránd”-ot, „melyet a liberalizmus szelleme táplált” e kérdés megoldását illetően, „önmagában véve a legnagyobb hazugság”-nak látja, s úgy véli, hogy a jövő útja a nemzetek számára „emberi mivoltuk faji és történelmi sajátosságainak öntudatos kiművelése,” s hogy a „saját nemzeti géniuszának szárnyai alá menekülő” emberi lélek számára „a nacionalizmusnak ez a fellángolása most már a jövendőt alakító leghatalmasabb tényezővé vált.” Ebben a helyzetben – vonja le következtetését – „... az ember csak saját nemzeti közösségében érezheti és teheti magát emberré [...] a nemzetekhez tartozó tömbök és egyének csak saját nemzetük szuverenitásának kötelékében találhatják meg az emberhez méltó élet lehetőségeit.”
Szemben korábbi – a Magunk revíziójában is meghirdetett s a transzilvanizmus eszmei körében, a helikoni íróközösség tagjaként, sőt hangadó személyiségeként képviselt – felfogásával, amely egy "lelki magyarság" eszményében, az erdélyi múltra és örökségre épített magyar szellemiségben jelölte ki a célt, és a kisebbségi lét perspektíváját, most kijelenti: "... a magyar kisebbségi nemzetdarabok teljesen képtelenek az életre, még akkor is, hogyha az életösztön parancsára ezzel biztatják vagy hitegetik is magukat". Majd így nyomatékosít: "... tény, hogy semmiféle kisebbségi közösségben a nemzeti élet igazi teljessége nem élhető. Ennek nem csak külső akadályai vannak, hanem belsők is: a kisebbség lelkületében lassanként előálló kényszerű torzulások és elszűkülések." Végül így zárja le gondolatmenetét: "A kisebbségi sors nem politikai lehetetlenség, vagy legalábbis nem csak az, hanem erkölcsi lehetetlenség."

## Nem lehet-vita 1937-ben
A püspöki székről és Erdélyből való távozása miatt már amúgy is nyilvánosan bírált Makkainak ez az írása különösen nagy visszhangot keltett a romániai magyar közélet nyilvánossága előtt és annak hátterében egyaránt. Ahogy baráti és munkatársi levelek igyekeztek őt korábban döntése megmásítására késztetni (Jancsó Béla, Reményik Sándor, Bánffy Miklós és mások levelei a későbbi Nem lehet c. kötetben 1934. március 12.-1936. május 15. között íródtak), s olykor heves indulatú cikkek tették szóvá döntését, amikor az nyilvánosságra került (Albrecht Dezső, Jancsó Béla, Reményik Sándor, Szekfű Gyula, Szentimrei Jenő, Tabéry Géza és mások), úgy a "nem lehet" visszhangját is cikkek, nyílt és magánlevelek sokasága tükrözi. A nagyváradi Szabadság és Magyar Lapok, a Keleti Újság, a Brassói Lapok, az Erdélyi Fiatalok, a Hitel, a Korunk, a Független Újság, a Kiáltó Szó és a temesvári Déli Hírlap, a Budapesti Hírlap, a pozsonyi Magyar Út és az újvidéki Kalangya hasábjain 1937. február közepétől október végéig sorjáztak a Makkai-cikk kommentárjai, az eszmei felelősségre-vonástól, a tetemrehívástól sem riadva vissza.
"... ez után a cikk után a Magunk revízióját tűzbe kell hajítani" – írta Hegedűs Nándor a nagyváradi Szabadságban, mindjárt a Makkai-cikk megjelenését követő napokban (1937. február 12.). "Keserű tréfával állunk szemben – fogalmazott Ligeti Ernő -: nem lehet, hogy a Magunk revíziója szerzője komolyan higgye azt, amit mond" (Független Újság, 1937. február 20-27.), s tetemre híva azokat, akik "részt vettek a kisebbségi harcban", majd "összeköttetéseik révén megjutalmaztattak", keserűen állapítja meg: "... és nem maradnak itt csak az olyan magunkfajta szegénylegények, akik [...] nem az árral úsznak, hanem szemben az árral [...] Mi legyünk hát [...] akik őrizzük a Sipka-szorost feltűzött szuronnyal, míg el nem temet a hó bennünket?"
A Makkai-cikk visszhangja, a "Nem lehet-vita", ahogyan később elnevezték, azonban az erdélyi magyar értelmiség legjava számára a további cselekvés programjának megfogalmazására is alkalmul szolgált. "... itt vagyunk és itt kell maradnunk – idézte szabadon a Nem lehet írójának fejére saját korábbi szavait Hegedűs Nándor – a törvényes rend minden tisztelete mellett örökre magyarnak". Reményik ugyanezzel a szembesítéssel élt: a régi Makkai Sándortól azt tanultuk, "az élet minden körülmények ellenére is nem puszta valóság, hanem megvalósítható minőség [...] nem csak adottság, hanem kategorikus imperatívusz". Majd sok korábbi tisztázó vita konklúzióit felelevenítve, így folytatja: "... a mi egész transzilvanizmusunk [...] azon a saroktételen nyugodott, kimondva vagy ki nem mondva, hogy állam és nemzet nem szükségképpen egy, sőt a nemzet államtalan formája mélyebb, tisztultabb, bensőségesebb, keresztyénibb, etikaibb lehet, mint [...] politikai formája". És írásában kimondja a különben cím gyanánt is kiugratott új jelszót: Lehet, mert kell! Csuka Zoltán, a Makkai-írást közlő Láthatár szerkesztője, aki már az azt bevezető szerkesztői jegyzetben elhatárolta magát Makkai konklúzióitól, a vitában szintén megszólalva ezt írja: "a kérdés nem zárulhat le a »nem lehet« kimondásával, hanem inkább annak felvetésével, hogy »másként lehet«", s arra figyelmeztet: "A javítás tehát nemcsak a mai kisebbségi nemzetrészek életérdeke, hanem a többségieké is, mert Európa majd minden nemzete bizonyos részében kisebbségi vagy többségi, és így a kérdés megoldása egyetemes európai érdek. Úgy is mondhatnánk, hogy ez a javítás Európa életmentő akciója" (1937/3).
Fontos elemet hozott be a vitába Paál Árpád, az egykori Kiáltó szó társszerzője, aki az első világháború után kreált "nemzetállamok" céltudatos kisebbségbomlasztó és -felszámoló politikájával szemben állítja: "... a népkisebbségnek nemcsak egyének számszerű összegének, hanem állandó embercsoportnak [...] kollektív lénynek is kell lennie", majd így summáz: "A megoldást ott kell keresni, hogy a népkisebbség fogalmát a »kisebb nép« fogalmává és jelentőségévé kell átfejleszteni. Ennek néphez illő kollektív jogokat kell adni, mely ne függhessen állami önkénytől, hanem nemzetközi védelem alatt álljon. A népek kollektív életjogába mindenesetre bele kell tartoznia a saját népterülethez való jognak s e területen a gazdasági és szellemi önrendelkezésnek" (Láthatár, 1937/4).
Jellemző volt a vitában megszólaló ifjú nemzedék álláspontja is. Lőrinczi László a Brassói Lapokban jelentette ki: "... szüksége van az erdélyi ifjúságnak támaszokra és vezetőkre, de bálványokra nem, ha azok ingadozó emberek", különben "... marad fölöttünk a maga szerény, de vakító ragyogásában egyetlen »bálványunk«, bizodalmunk: a hit!" (1937. február 27.) Szemlér Ferenc pedig, aki a Makkai által vészjóslóan emlegetett kisebbségi beszűküléssel szemben "az európai közös kultúrforráshoz való folyamodás" fontosságát hangsúlyozta, kijelentette: "... ha a mindig jelen levő kisebbségeknek emberi létet akarunk biztosítani, akkor csupán egyetlen út van nyitva számunkra. És ez a Demokrácia, a szabadelvűség. Az Ábránd útja" (Hitel, 1937/1).
Jancsó Béla A "Nem lehet"-vita margójára c. cikkében így foglalta össze az eredményeket: "... a keserű csalódás kifejezése és a [Makkai-] cikk belső ellentmondásainak kimutatása egyfelől, de a legkülönbözőbb kiindulású elutasítások egyhangúságában mégis egységes kisebbségi öntudat és életakarat nyilatkozott meg, amelynek kiváltása némileg ellensúlyozta azokat a pozitív károkat, miket Makkai hitet ölő gondolatmenete okozott a lelkekben" (Erdélyi Fiatalok, 1937/II).

## Nem lehet-vita 1987-ben
A "Nem lehet-vita" egész problematikájának felelevenítésére pontosan 50 esztendővel később, a Ceaușescu-diktatúra egyre keményedő szakaszában került sor a Limes Kör szűkebb nyilvánossága előtt. Cseke Péter gyűjtötte kötetbe az egykori sajtóvisszhangokat és a különböző írói hagyatékokból felkutatható levelezést Makkai Sándor Erdélyből való eltávozása és cikke kapcsán. A közel 300 oldalas gépiratot a Kör tagjai kézről kézre adták, s ki-ki a maga hozzászólásával, továbbgondolásával továbbította a következő "olvasónak". A Nem lehet címet viselő kötet kéziratának egy példánya végül is kijutott Magyarországra, ahol Molnár Gusztáv kiegészítette, sajtó alá rendezte és kiadta 1990-ben. S megúszták a házkutatásokat a hozzászólások is, amelyek kötetbe gyűjtése és kiadása szintén megtörtént 1995-ben, Cseke Péter gondozásában, alkalmat adva a Kör egykori hozzászólóinak, hogy írásukat kiegészítsék, a diktatúra bukása utáni helyzetben továbbgondolják. Cseke Péter szerkesztői bevezetőjét követően a szerzők: Cs. Gyimesi Éva, Balázs Sándor, Fábián Ernő, Tóth Sándor, Jakabffy Tamás, Bende Farkas Ágnes, Bende Farkas Sándor, Szilágyi N. Sándor, Kozma Zsolt, András Gusztáv, Széplaki Kálmán, Visky Ferenc, Láng Zsolt, Visky András, Kereskényi Sándor, Salat Levente s a kiadáshoz a maga gondolatait szintén hozzáfűző Kántor Lajos.
Az egyes hozzászólások keltezésének tanúsága szerint 1987 júniusa és 1989 szeptembere között született írásokban legsúlyosabb kérdésként a romániai magyarság körében akkorra már tömegessé vált kivándorlás jelensége vetődik fel. Nincs olyan a hozzászólók között, akinél – legyen az elhatározottan "maradó" vagy máris az elmenetel mellett döntő és azt "megérvelő" – ez a kérdés fel ne bukkanna. Leghatározottabb ebből a szempontból Szilágyi N. Sándor (Levél egy kivándorolni készülő értelmiségihez), aki nem csak a menni vagy maradni valós és áldilemmáit követi végig (az elnemzetlenítő szellemi genocídium fenyegetése elől a nyugati világba távozók választását, amely hosszabb távon a biztos beolvadás perspektíváját "ígéri"), hanem az itthon maradókra hárított plusz-teher oldaláról az értelmiség közösség iránti felelősségét is kimondja: "... te önként, a magad jószántából lettél magyar értelmiségi [...] Senki sem erőszakolt rád semmit: mi egyszerűen csak számítottunk rád, arra, hogy tudni fogod, mit vállaltál." És tovább: "Elmeneteleddel újabb terhek szakadnak azok nyakába, akiknek eddig sem volt könnyebb, mint neked" (i. m. 153-154). Ezzel szemben Tóth Sándor úgy érzi: "... a romániai magyarságnak alig maradt ez idő szerint más lehetősége, mint a túlélés vegetatív funkciója" s azt mondja: "Aki ma innen elmegy, az csak a tulajdon csődbe jutott egzisztenciáját vagy gyermekei jövőjét menti. A kollektív önvédelem semmiféle posztját nem adja fel" (i. m. 89). Bende Farkas Ágnes pedig a fiatalok szempontjából "... a homogén közösségeszmény és az egyének, kis közösségek nézőpontja közötti szakadék"-ra, "a kint rekedtekkel fokozatosan zárlatossá váló kommunikáció"-ra hívja fel a figyelmet, s ezzel a "gyökeres legitimációs-bizalmi válság"-gal magyarázza a nemzedékében különösen nagy arányú elvándorlást (i. m. 119).
A hozzászólók közül többen Makkai egykori kisebbségi helyzetértékelésének bírálatára is visszatérnek, s rámutatnak annak hibás általánosításaira (Cseke Péter), vagy az írónak a demokrácia egyetlen letéteményeseként tételezett baloldaltól való elzárkózása következményeire (Tóth Sándor). Balázs Sándor ebben az összefüggésben egy leegyszerűsítésre figyelmeztet: "a nemzeti hovatartozás érzésének Európa-méretű megszilárdulása a maga módján átfogja a nemzeti kisebbségeket is", s miközben a kisebbségi periférián a nyomás következtében a lemorzsolódás sikerrel járt, "... ugyanakkor sokakban megszilárdította az együvé-tartozás tudatát" (i. m. 49).
Az egykori "Nem lehet-vita" 50 évvel későbbi hozzászólói – inkább a Magunk revíziója Makkaija szellemében, a magyar társadalom mai önrevíziójának szükségességét is kifejezésre juttatták: Visky Ferenc a kisebbségi nemzeti közösséget megtartani hivatott egyház belső életének bajaira, az igei alapú közösségteremtéssel szemben a hatalmat is kiszolgáló hivatalos egyház bűnös voltára figyelmeztetett; Visky András a "mindenáron való túlélés" megalkuvó erkölcstelenségét, közösségellenességét tette szóvá; Jakabffy Tamás a kisebbségi magyarság nemzeti öntudatának belső rétegzettségére, a "hungarus-tudat" meggyöngülésére, az anyagi érdek előtérbe kerülésének következményeire mutatott rá; Kozma Zsolt a múltból "csak a szennyest mutogató" álönkritika ártalmasságát vetette fel, különösen egy olyan közegben, amelyben a többség a maga nemzeti öntudatát egy módszeresen felfokozott nemzeti öndicséret gyakorlatára építi. Végül a Nem lehet óta eltelt fél évszázad kisebbségi önkritikai áttekintéséből nem maradhatott ki annak a kérdésnek a felvetése sem: mennyiben felelős a mai helyzetért az az erdélyi vezető értelmiség, amely 1945 után a kommunizmussal való eszmei azonosulást, a rendszer támogatását ("kiszolgálását") látta járható útnak; vagy hogy igaz-e az a vád, miszerint az erdélyi magyar értelmiség "elárulta az erdélyi magyarságot, amikor az 1980-as évek második felében a végveszélybe került maradék kisebbségi intézmények kompromisszumok árán való fenntartását vállalta.
Alkalmat talált a hozzászólók egy része a kisebbségi problematika elméleti továbbgondolására is: Fábián Ernő Paál Árpádra visszautalva, a kisebbség mint közösség elismertetésének és a jogok közösségi jogként való gyakorlásának elengedhetetlenségére figyelmeztetett, Bende Farkas Sándor pedig rendszerelméleti síkon közelítette meg a romániai magyarság hosszú távú lehetőségeit, s mutatott rá e vonatkozásban a sorsmeghatározás szempontjából nélkülözhetetlen kisebbségi intézmények jelentőségére. Fontos volt az is, hogy többen a jövő útját a román többségi társadalom demokratikus kibontakozásának lehetőségeihez/esélyéhez kötötten vizsgálták.
A hozzászólások legnagyobb részében – az akkori helyzetben érthető módon – a Reményik megfogalmazta "lehet, mert kell" imperatívusza is újra felhangzott, a "reményen túli remény" (Cs. Gyimesi Éva). Kozma Zsolt arra figyelmeztetett, hogy "... a jövő méhében van a jelen [...] Jövőnk Isten kezében van" (i. m. 180); s ugyanerről tett tanúbizonyságot Visky Ferenc is: "Most, mára nézve is arra van szükség, hogy felismerjük az emberi Nem lehetben az isteni LEHET valóságát" (i. m. 210). Jakabffy Tamás úgy látta: "Erdély már nem csak országrész, nemcsak haza, hanem állandóan aktuális döntéshelyzet. S azoknak, akik a maradás mellett döntenek (nem lehet!), azoknak a jelenre nézve a hatalmas nemzetiségi immunrendszer az egyetlen esély, a jövőre nézve a kivárás" (i. m. 107). Igen jellemző Visky András megfogalmazása is: "Maradok, s azt mondom, nem lehet", mert "a lehetőséget, hogy magyar legyek, [...] a lélek nagysága teremti meg. A lehetőség én vagyok..." (i. m. 227).
A Lehet – nem lehet? kötet összeállítása során a szerkesztő kérésére készült kiegészítések egyrészt a megmaradás kérdéseinek 1995-ben is változatlan aktualitását jelezték, másrészt a romániai változások után a kibontakozás rendkívüli nehézségeire, ellentmondásosságára utaltak. "Utoljára is készületlenül talált bennünket a holnap" – figyelmeztette kiegészítésében a majdani olvasót és egykori eszmepartnereit Kozma Zsolt.